# Andy Houting
Andrew Houting (né le 1er novembre 1901 à Haarlem et mort le 2 décembre 1975 à Toronto) est un coureur cycliste canadien. Il  participe à la poursuite par équipe aux Jeux olympiques d'été de 1928.

## Palmarès

### Championnats nationaux
- Champion du Canada sur 10 miles sur piste amateur 1927[3].